# 나마즈에정
나마즈에정(일본어: 鯰江町)은 일본 오사카부 히가시나리군에 있던 정이다. 현재의 오사카시 조토구의 일부에 해당한다.
참고로, 나마즈에정의 전신인 나마즈에촌의 원래 범위는 현재의 오사카시 미야코지마구의 일부를 포함하고 있었다. 

## 역사
- 1889년 4월 1일 - 정촌제 시행에 의해 히가시나리군 나마즈에촌이 성립하였다.
- 1910년 9월 1일 - 정으로 승격해 나마즈에정이 되었다.
- 1925년 4월 1일 - 오사카시 2차 시역 확장으로 히가시나리군 나마즈에정 전 지역이 오사카시에 편입되어 히가시나리구 이마후쿠초, 가모초, 신키타초, 누노야초가 되었다.
- 1932년 10월 1일 - 분구에 따라 히가시나리구에서 아사히구로 전속.
- 1943년 4월 1일 - 분구에 따라 아사히구에서 조토구로 전속. 동시에 기타구 신키타초는 기타구에서 미야코지마구로 전속.

## 교통

### 철도
- 게이한 전기철도
  - 게이한 본선

## 참고문헌
- 角川日本地名大辞典 24 三重県